# Verwaltungsgemeinschaft Pfaffenhofen an der Roth
Die Verwaltungsgemeinschaft Pfaffenhofen an der Roth (amtlich: Pfaffenhofen a.d.Roth) liegt im bayerisch-schwäbischen Landkreis Neu-Ulm und wird von folgenden Gemeinden gebildet:
1. Holzheim, 1995 Einwohner, 7,60 km²
2. Pfaffenhofen a.d.Roth, Markt, 7299 Einwohner, 42,68 km²

Sitz der Verwaltungsgemeinschaft ist der Markt Pfaffenhofen.